# Zawoja
Zawoja ist ein Dorf im Powiat Suski in der Woiwodschaft Kleinpolen, Polen. Es ist Sitz der gleichnamigen Landgemeinde mit etwa 9100 Einwohnern.

## Geographie
Zawoja liegt ca. 27 km südlich von Wadowice an der Skawica. Nördlich des Bergmassiv Babia Góra (1725 m) es ist Sitz des Nationalparks Babia Góra.

## Geschichte
Die erste schriftliche Erwähnung von Zawoja stammt aus dem Jahr 1646. Als gesichert gilt, dass das Dorf zuvor Teil von Skawica und als „Skawica Górna“ bezeichnet wurde.
Von 1975 bis 1998 gehörte das Dorf zur Woiwodschaft Bielsko-Biała.

## Sehenswürdigkeiten

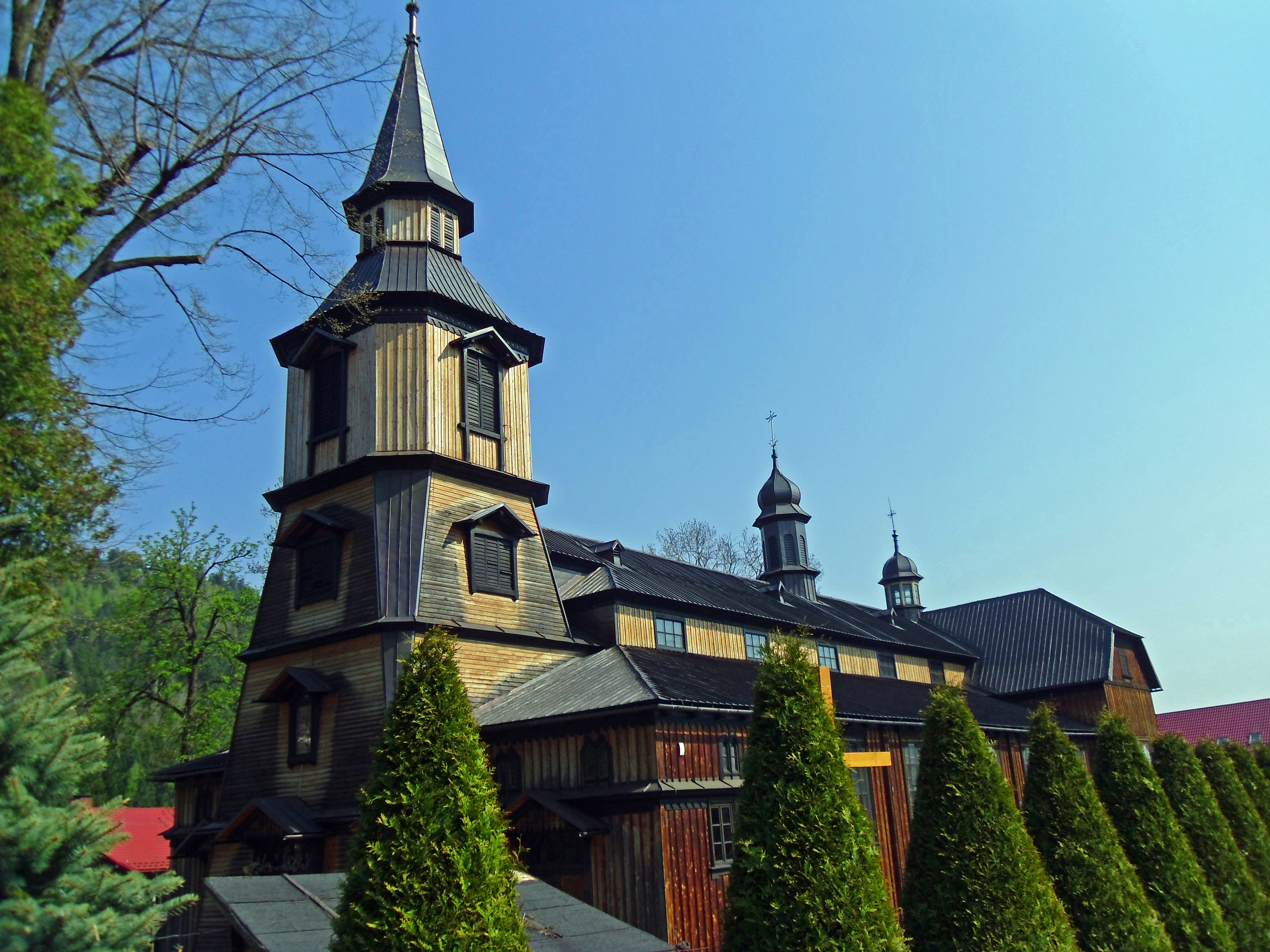
Kirche St. Klemens in Zawoja

- Pfarrkirche St. Klemens, erbaut 1757–59 und 1888 umgebaut

## Gemeinde
Die Landgemeinde (gmina wiejska) besteht aus zwei Dörfern mit acht Schulzenämtern.

### Gemeindepartnerschaften
- Cserkeszőlő, Ungarn
- Öcsöd, Ungarn
- Jaworiw, Ukraine

## Persönlichkeiten
- Lucjan Kudzia (* 1942), Rennrodler